# Campionati mondiali di karate 1994
La 12ª edizione del campionato mondiale di karate si è svolta a Kota Kinabalu nel dicembre del 1994. Hanno partecipato 684 karateka provenienti da 61 paesi.

## Medagliere
| Posizione | Nazione           | Oro | Argento | Bronzo | Totale |
| --------- | ----------------- | --- | ------- | ------ | ------ |
| 1         | Giappone          | 7   | 2       | 2      | 11     |
| 2         | Francia           | 4   | 3       | 4      | 11     |
| 3         | Italia            | 1   | 3       | 0      | 4      |
| 4         | Spagna            | 1   | 0       | 6      | 7      |
| 5         | Finlandia         | 1   | 0       | 2      | 3      |
| 6         | Austria           | 1   | 0       | 1      | 2      |
| 7         | Sudafrica         | 1   | 0       | 0      | 1      |
| 8         | Regno Unito       | 0   | 3       | 0      | 3      |
| 9         | Turchia           | 0   | 1       | 3      | 4      |
| 10        | Australia         | 0   | 1       | 2      | 3      |
| 11        | Germania          | 0   | 1       | 1      | 2      |
| 12        | Antigua e Barbuda | 0   | 1       | 0      | 1      |
| 12        | Croazia           | 0   | 1       | 0      | 1      |
| 14        | Antille Olandesi  | 0   | 0       | 1      | 1      |
| 14        | Brasile           | 0   | 0       | 1      | 1      |
| 14        | Iran              | 0   | 0       | 1      | 1      |
| 14        | Perù              | 0   | 0       | 1      | 1      |
| 14        | Filippine         | 0   | 0       | 1      | 1      |
| 14        | Slovenia          | 0   | 0       | 1      | 1      |
| 14        | Svezia            | 0   | 0       | 1      | 1      |

## Podi

### Kata
| Posizione | Karateka        |
| --------- | --------------- |
| 1         | Michaël Milon   |
| 2         | Ryoke Abe       |
| 3         | Luis-Maria Sanz |

| Posizione | Karateka          |
| --------- | ----------------- |
| 1         | Hisami Yokoyama   |
| 2         | Cinzia Colaiacomo |
| 3         | Damielle Lamond   |

| Posizione | Nazione  |
| --------- | -------- |
| 1         | Giappone |
| 2         | Francia  |
| 3         | Perù     |

| Posizione | Nazione  |
| --------- | -------- |
| 1         | Giappone |
| 2         | Italia   |
| 3         | Spagna   |

### Kumite
| Posizione | Karateka        |
| --------- | --------------- |
| 1         | Damien Dovy     |
| 2         | Hakan Yagli     |
| 3         | Mehdi Amouzadeh |
| 3         | Enrice Azarcon  |

| Posizione | Karateka      |
| --------- | ------------- |
| 1         | Teruchika Ito |
| 2         | Daniele Simmi |
| 3         | Michaël Braun |
| 3         | Marc Golding  |

| Posizione | Karateka          |
| --------- | ----------------- |
| 1         | Shisua Shiina     |
| 2         | Romain Anselmo    |
| 3         | Samad Azadi       |
| 3         | Clement Stanovnik |

| Posizione | Karateka           |
| --------- | ------------------ |
| 1         | Daniel Devigli     |
| 2         | Kosta Sariyannis   |
| 3         | Mikko Ruotsalainen |
| 3         | Jurinchi Watanabe  |

| Posizione | Karateka         |
| --------- | ---------------- |
| 1         | Davide Benetello |
| 2         | Dudley Josepa    |
| 3         | Gabriel Berg     |
| 3         | Gilles Cherdieu  |

| Posizione | Karateka             |
| --------- | -------------------- |
| 1         | Alain Lehetet        |
| 2         | Yasumasa Shimizu     |
| 3         | Sedat Cendiz         |
| 3         | Fernando Luis Garcia |

| Posizione | Karateka         |
| --------- | ---------------- |
| 1         | M. Takenouchi    |
| 2         | Enver Idrizi     |
| 3         | Oscar Olivares   |
| 3         | Christophe Pinna |

| Posizione | Karateka      |
| --------- | ------------- |
| 1         | Sari Laine    |
| 2         | Jillian Toney |
| 3         | Robyn Choi    |
| 3         | Hiromi Hasama |

| Posizione | Karateka        |
| --------- | --------------- |
| 1         | Mayumi Baba     |
| 2         | Minique Amaghar |
| 3         | Carmen Garcia   |
| 3         | Leya Gedik      |

| Posizione | Karateka        |
| --------- | --------------- |
| 1         | Sandra Louw     |
| 2         | Laurene Bevaart |
| 3         | Nurhan Firat    |
| 3         | Rosa Ortega     |

| Posizione | Nazione          |
| --------- | ---------------- |
| 1         | Francia          |
| 2         | Regno Unito      |
| 3         | Antille Olandesi |
| 3         | Finlandia        |

| Posizione | Nazione     |
| --------- | ----------- |
| 1         | Spagna      |
| 2         | Regno Unito |
| 3         | Brasile     |
| 3         | Francia     |

## Fonti
- (EN) Sito della Federazione Mondiale di Karate, su wkf.net.